# Guerra civil colombiana de 1884-1885
La guerra civil de 1884 a 1885 fue un conflicto que tuvo lugar en los Estados Unidos de Colombia (actuales naciones de Colombia y Panamá). Fue producto de la manifestación de los intereses del Partido Liberal, el cual no estaba de acuerdo con la política centralista de La Regeneración del presidente Rafael Núñez, un liberal moderado que era apoyado por el Partido Conservador.

## Antecedentes
Los liberales radicales del Estado de Santander acusaban al presidente Rafael Núñez de interferir en los asuntos internos de los Estados con su política centralista y su proyecto de La Regeneración. Núñez recibió entonces apoyo de los conservadores y el resultado fue la formación del Partido Nacional, que un año más tarde proclamaría la Constitución centralista de 1886.

## Desarrollo

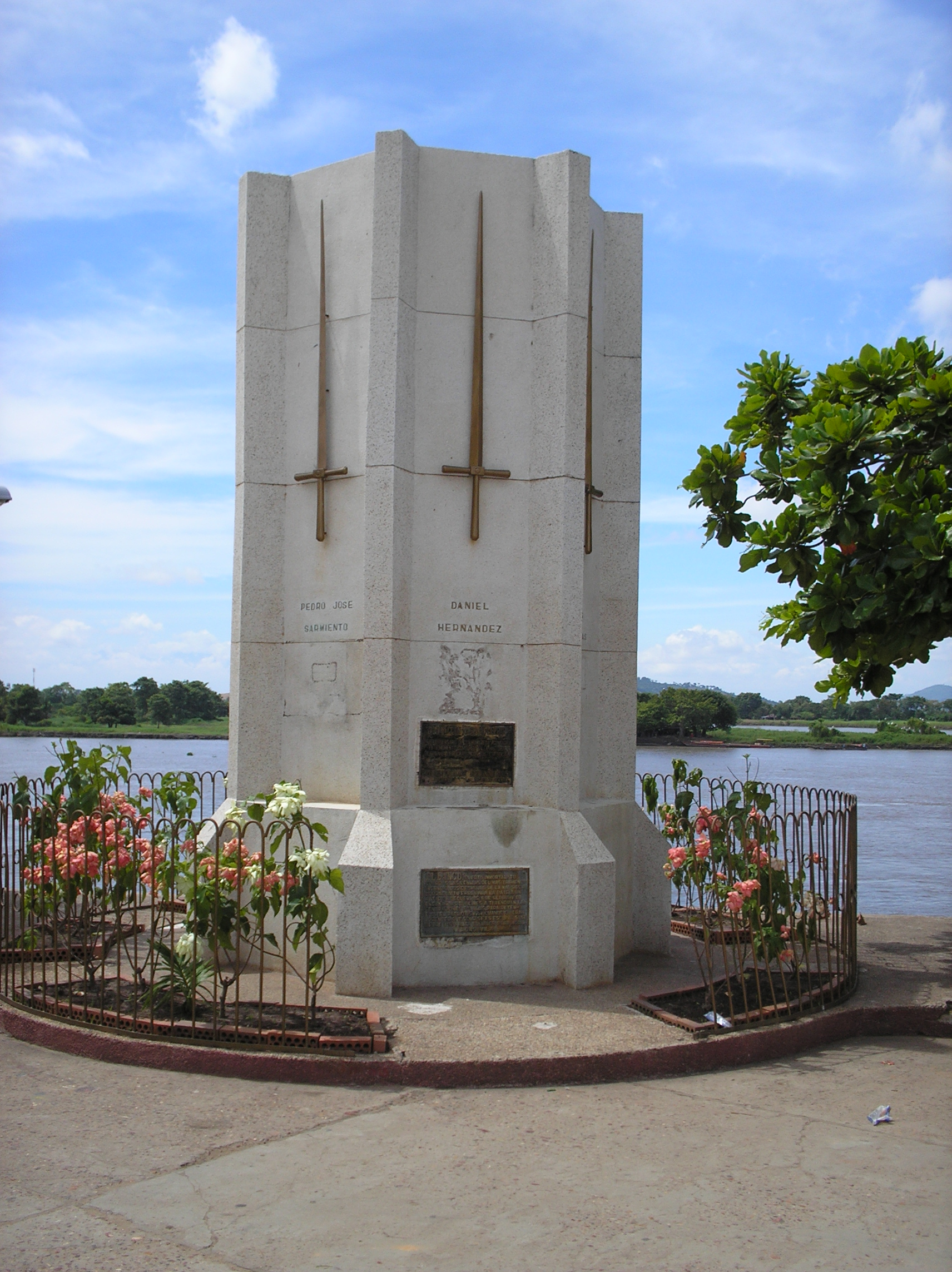
Monumento de la batalla de La Humareda, en El Banco, Magdalena, una de las batallas más importantes de la guerra.

Los combates se iniciaron en Santander en agosto de 1884, contra el presidente de ese estado, Solón Wilches. En el Cauca la guerra comenzó con un levantamiento el 11 de enero de 1885 en la ciudad de Tuluá, que fue sofocado por el general Juan Evangelista Ulloa, mismo general que combatió y venció en la batalla de Sonso al general Francisco Escobar y al coronel Guillermo Márquez. Este último se había pasado al bando revolucionario en el puerto de Buenaventura con toda sus tropas y armamento al saber que el presidente Núñez, electo con votos liberales y conservadores, había entregado a estos últimos todo el armamento moderno con que contaba el país.
Como en ocasiones anteriores, el dominio del río Magdalena fue fundamental para garantizar la movilidad de las tropas rebeldes. La tomas de Honda y Barranquilla al mando de Ricardo Gaitán Obeso, garantizaban el control de la situación. Sin embargo, errores tácticos, la terquedad de Gaitán Obeso al sitiar Cartagena donde sale derrotado, dieron al traste con el triunfo radical, y la alianza de Núñez con el conservatismo cambió la balanza de la guerra en favor del gobierno.
Entre tanto el general Avelino Rosas organizó fuerzas rebeldes que ocuparon Santander de Quilichao, lo que dificultaba la comunicación entre Popayán y el Valle, es decir, entre el general Ulloa y Eliseo Payán, presidente del Estado Soberano del Cauca que se mantenía fiel a la unión.
El 30 de enero se presentaron combates en el Alto de Hatoviejo, y el 7 de febrero en Vijes, donde el general Ulloa nuevamente venció al coronel Márquez. En Roldanillo el coronel Rafael Reyes despojó a Márquez de casi todo su armamento, pero este último logró escapar a Cartago con solo 25 hombres. En Cartago Márquez se unió a las fuerzas revolucionarias de los generales Valentín Deaza y Manuel Antonio Ángel que sumaban más de tres mil hombres. Las tropas de estos hombres provenían de Antioquia, organizadas por el gobernador de ese estado Luciano Restrepo que se había levantado en armas contra Núñez.
Este gobernador había desobedecido la orden de Rafael Núñez de entregar las armas del Estado al jefe conservador el manizaleño Marceliano Arango, además que nombró como comandante de las fuerzas militares a Luis Eduardo Villegas que no era militar activo. Este último es derrotado en la batalla del Alto de la Palma en Salamina el 19 de febrero de 1885 por los generales Marco Aurelio Piñeros y Manuel Briceño. Finalmente Villegas capituló en Neira. Por esas mismas fechas el general Casabianca de las fuerzas oficialistas derrota cerca de Anaime (Cajamarca) a cien guerrilleros que bloqueaban el camino hacia Quindío, y cuyo comandante era el escritor Jorge Isaacs.
El 23 de febrero se produce la batalla de Santa Bárbara de Cartago, que duró unas diez horas y en la cual las fuerzas oficialistas comandadas por Rafael Reyes, Eliseo Payán y Carlos Albán, le propinaron una fuerte derrota a los revolucionarios, quienes sufrieron la baja de aproximadamente quinientos soldados y contaron con más de mil heridos. Estas fuerzas ya derrotadas se encaminaron a Pereira y allí capitularon ante los generales Mateus y Briceño.
Luego Rafael Uribe continuó la guerra en Antioquia, derrotando al jefe conservador del estado Benigno Gutiérrez, y junto con Ricardo Mejía y unos pocos soldados atacó la población de Santa Bárbara. Tras no lograr tomar el lugar huyó a El Retiro, donde fue hecho preso y enviado a la cárcel de Medellín. En tanto en el país se libraban innumerables combates con gran pérdida de vidas humanas, especialmente la batalla de La Humareda (17 de junio de 1885). Tras conocerse en Bogotá el resultado de la sangrienta batalla de La Humareda, Rafael Núñez exclamó: "Señores: la Constitución de 1863 ha dejado de existir". La guerra finalmente terminó en noviembre de 1885, con la capitulación de los generales Foción Soto y Siervo Sarmiento.

## Consecuencias
El triunfo de las fuerzas del gobierno sirvió como pretexto para que el presidente Núñez anunciase el final de la vigencia de la Constitución de 1863, inspirada en el radicalismo liberal. Lanza una profunda reforma constitucional que concluyó con la adopción de una nueva constitución en 1886.